# Зґежинка
Зґежинка (пол. Zgierzynka, нім. Seeberg) — село в Польщі, у гміні Львувек Новотомиського повіту Великопольського воєводства.
Населення — 336 осіб (2011).
У 1975-1998 роках село належало до Познанського воєводства.

## Демографія
Демографічна структура станом на 31 березня 2011 року:
|          | Загалом | Допрацездатний вік | Працездатний вік | Постпрацездатний вік |
| -------- | ------- | ------------------ | ---------------- | -------------------- |
| Чоловіки | 158     | 35                 | 107              | 16                   |
| Жінки    | 178     | 51                 | 94               | 33                   |
| Разом    | 336     | 86                 | 201              | 49                   |